# Triacanthus nieuhofii
Triacanthus nieuhofii är en fiskart som beskrevs av Pieter Bleeker 1852. Triacanthus nieuhofii ingår i släktet Triacanthus och familjen Triacanthidae. Inga underarter finns listade i Catalogue of Life.